# جاكسون بيج
جاكسون بيج (بالإنجليزية: Jackson Page)‏ هو لاعب سنوكر بريطاني، ولد في 8 أغسطس 2001 في Ebbw Vale ‏ في المملكة المتحدة.

## وصلات خارجية
- جاكسون بيج على موقع CueTracker.net (الإنجليزية)
- جاكسون بيج على موقع بطولة العالم للسنوكر (الإنجليزية)

- جاكسون بيج على موقع IMDb (الإنجليزية)